# 장피에르 레오
장피에르 레오(프랑스어: Jean-Pierre Léaud, 1944년 5월 5일)는 프랑스의 배우이다.

## 작품
- 400번의 구타 (Les coups de quatre cents/1959) 감독: 프랑수아 트뤼포

- 남성, 여성 (Masculin féminin/1966) 감독: 장뤽 고다르

- 중국 여인 (La Chinoise/1967) 감독: 장뤽 고다르

- 주말 (Week-end/1967) 감독: 장뤽 고다르

- 훔친 키스 (Baisers volés/1968) 출연: 클로드 자드, 감독: 프랑수아 트뤼포
- 돼지우리 (Porcile/1969) 감독: 피에르 파올로 파솔리니

- 부부 생활 (Domicile conjugal/1970) 출연: 클로드 자드, 감독: 프랑수아 트뤼포

- 사랑의 도피 (L'amour en fuite/1979) 출연: 클로드 자드, 감독: 프랑수아 트뤼포

- 탐정 (Détective/1985) 감독: 장뤽 고다르

- 나는 살인 청부업자를 고용했다 (Vertrag Mit Meinem Killer/1989) 감독: 아키 카우리스매키